# Bruno Nattino
Bruno Nattino (Asti, 21 novembre 1931 – Asti, 14 giugno 2021) è stato un calciatore italiano, di ruolo ala.

## Carriera
Giocò per due stagioni in Serie A tra le file del Como, collezionando 5 presenze in massima serie. Ha totalizzato inoltre 93 presenze e 5 reti in Serie B, tutte con la maglia del Prato.

## Palmarès

### Club

#### Competizioni nazionali
- Serie C: 2

Prato: 1956-1957, 1959-1960

### Allenatore

#### Competizioni nazionali
- Serie D: 1

Asti TSC: 1979-1980